# Wiz-Art
Le LISFF Wiz-Art est un festival international annuel de courts métrages, qui se déroule à Lviv, en Ukraine, à la fin du mois de juillet. Le festival a été lancé par la formation artistique Wiz-Art, qui a été fondée en 2008. Le festival présente plus de 100 nouveaux courts métrages chaque année. Wiz-Art est une puissante plateforme culturelle et éducative qui réunit des cinéastes ukrainiens et étrangers et les présente au public ukrainien, des professionnels expérimentés.

## Programme du concours
Des courts métrages du monde entier participent au festival. Les participants de tous les pays peuvent envoyer un formulaire de candidature. Le festival présente chaque année plus de 100 courts métrages inédits. Les films sélectionnés dans chaque catégorie peuvent prétendre à plusieurs prix. De plus, les spectateurs peuvent regarder les films du programme hors compétition.

### Prix
- Le GRAND PRIX DU LISFF Wiz-Art peut être remporté par les participants des deux concours

Concours international :
- MEILLEUR RÉALISATEUR
- PRIX DU PUBLIC

Concours national
- MEILLEUR FILM UKRAINIEN
- PRIX DU PUBLIC

## Jury
Le jury du festival est élu par l'administration du festival. Le jury compte généralement plusieurs invités étrangers et est nécessairement représentatif du cinéma ukrainien. Les participants au jury sont des réalisateurs, des créateurs et des producteurs professionnels. Pendant les huit années d'existence du festival, les représentants du jury ont été : Ruth Paxton (Écosse), David Lindner (Allemagne), Vincent Moon (France), Igor Podolchak (Ukraine), Achiktan Ozan (Turquie), Anna Klara Ellen Aahrén (Suède), Katarzyna Gondek (Pologne), Christoph Schwarz (Autriche), Gunhild Enger (Norvège), Szymon Stemplewski (Pologne), Philip Ilson (Royaume-Uni) entre autres.

## Histoire du festival

### 2008
Du 20 au 22 novembre 2008 a lieu le Ier International Festival of Visual Art Wiz-Art. Il y a eu lors de cette édition des projections de films de Sean Conway (Royaume-Uni), Boris Kazakov (Russie), Milos Tomich (Serbie), Volker Schreiner (Allemagne) et une rétrospective des œuvres de la célèbre avant-gardiste Maya Deren (États-Unis). 50 films projetés, dont 10 courts métrages de jeunes cinéastes ukrainiens.

### 2009
Du 23 au 25 mai 2009 a lieu le IIe International Festival of Visual Art Art Wiz-Art. Les invités spéciaux étaient le cinéaste et poète britannique Julian Gende, les réalisateurs allemand Martin Sulzer (Landjugend) et Kevin Kirhenbaver, et le producteur et professeur russe Vladimir Smorodin. Il y a eu lors de cette édition des représentations des VJs Shifted Vision et du groupe Надто Сонна (2sleepy). Des rétrospectives des œuvres de Scott Pagano et David Orayli, et les meilleurs films de l'École de Cinéma de Zlín (République tchèque), de Stockholm (Suède) et de Hambourg (Allemagne) ont été présentés. Le Festival international du film d'Erevan et le Festival Slovaque Early Melons (Bratislava) ont présenté leurs programmes. Au total, 100 courts métrages ont été présentés.

### 2010
Du 20 au 23 mai 2010 a lieu le IIIe International Short Film Festival Wiz-Art 2010. Les invités spéciaux et les membres du jury étaient le réalisateur turc Ozan Achiktan, l'artiste médiatique slovaque Anton Cerny, la cinéaste suédoise Anna Klara Oren, le producteur ukrainien Alexander Debitch. Des réalisateurs d'Irlande (Tony Donoh'yu), d'Espagne (Fernando Uson), du Portugal (Ana Mendes), de Pologne (Tomasz Jurkiewicz), d'Ukraine (Anna Smoliy, Gregory somebody Dmitry Red, Mme Ermine) ont participé au Festival. Des rétrospectives de courts métrages ont été présentées en Finlande et en Asie. Les meilleurs films des festivals en Italie (A Corto di Donne) et en Russie (Beginning) ont été présentés. Le Grand Prix a été attribué au film The Day of Life (réalisé par Joon Kwok, Hong Kong). 105 films provenant de 30 pays différents ont participé aux programmes de compétition et hors compétition.

### 2011
Du 26 au 29 mai 2011 a lieu le IVe International Short Film Festival Wiz-Art 2011. Les invités spéciaux et les membres du jury étaient la cinéaste écossaise Ruth Paxton, le producteur allemand David Lindner et le réalisateur ukrainien Igor Podolchak. Tommy Mustniyemi (vidéaste, Finlande), Mike Mudgee (cinéaste, Allemagne), Emil Stang Lund (réalisateur, Norvège), Morten Halvorsen (réalisateur, Danemark), Armin Dirolf (réalisateur, Allemagne) et d'autres ont visité le festival. Il y avait des rétrospectives de courts métrages de la partie francophone du Canada, de l'animation française et un programme spécial de courts métrages ukrainiens. 98 films ont été présentés dans le cadre de programmes de compétition et hors compétition. Le Grand Prix a été attribué au film d'animation The Little Quentin (Albert 'T Hooft & Paco Vink, Pays-Bas, 2010).

### 2012
Du 26 au 29 juillet 2012 a lieu le Ve International Short Film Festival Wiz-Art 2012. Les invités spéciaux et les membres du jury étaient le cinéaste et voyageur français Vincent Moon, la cinéaste islandaise Isolde Uhadottir, la coordinatrice du Festival international Molodist Ilko Gladstein (Ukraine), le cinéaste irlandais Paul Odonahyu, également connu sous le nom d'Ocusonic, le réalisateur et producteur canadien Félix Dufour-Laperrière. Le réalisateur hongrois et un des organisateurs du festival BUSHO, Tamas Habelli, les réalisateurs ukrainiens Alexander Yudin, Max Afanasyev et Larisa Artyuhina ont assisté au festival. Il y a eu des rétrospectives de courts métrages hongrois et italiens, ainsi que des projections de films ukrainiens tel que Pleurez, mais tirez (titre tiré d'une citation d'Alexandre Dovjenko) impliquant de jeunes réalisateurs. Dans le cadre du Wiz-Art 2012, le public a eu l'occasion de visiter le Wiz-Art Lab - école de cinéma dans laquelle ont eu lieu des conférences et des cours magistraux données par les participants et les invités du festival. 98 films de 38 pays différents ont été présentés dans le cadre de programmes de compétition et hors compétition. Le film Fungus (Charlotte Miller, Suède, 2011) a reçu le Grand Prix.

### 2013
Du 24 au 29 juillet 2013 a lieu le VIe International Short Film Festival Wiz-Art 2013. Les invités spéciaux étaient Philip Illson, directeur du Festival du court métrage de Londres, Maria Sigrist, cinéaste autrichienne, Dmytro Sukholytkiy-Sobchuk, cinéaste ukrainien, Florian Pochlatko, cinéaste autrichien, et Romas Zabarauskas, cinéaste lituanien. Le Grand Prix a été attribué au film Maybes (Florian Pochlatko, Autriche, 2012). Les autres gagnants du Wiz-Art 2013 sont : Meilleur réalisateur : Tarquin Netherway pour le film The River (Australie, 2012) ;
Meilleur scénario : Prematur (Gunhild Enger, Norvège, 2012) ;
Mention spéciale : Jamon (Iria Lopez, Royaume-Uni, 2012) ;
Prix du public : Touch and See (Taras Dron, Ukraine, 2013).

### 2014
Du 24 au 27 juillet 2014 a lieu le VIIe International Short Film Festival Wiz-Art 2013.. Les invités spéciaux et les membres du jury sont : Gunhild Enger, réalisatrice norvégienne, Kateryna Gornostai, réalisatrice ukrainienne, Szymon Stemplewski, directeur du festival Short Waves (Pologne), Mykyta Lyskov, réalisateur-animateur ukrainien, Volodymyr Tykhyy, directeur artistique du projet Babylon'13, Olha Makarchuk, réalisateur-animateur ukrainien, Lisa Weber, cinéaste autrichienne, et Ismael Nava Alejos, réalisateur mexicain. Le programme de la compétition comprend 15 courts métrages du monde entier. Le programme de la compétition nationale comprend 11 courts métrages ukrainiens. De plus, le Wiz-Art 2014 présente un programme spécial de documentaires consacré aux courts métrages sur Euromaïdan et des rétrospectives des meilleurs classiques du court métrage ukrainien du XXe siècle. L'École de Cinéma Wiz-Art, accueille des conférences, des sessions de questions-réponses, des rencontres et des ateliers avec les invités du festival.